# Zhang Yuzhe
Zhang Yuzhe, né le 16 février 1902 et mort 21 juillet 1986 à Nankin, est un astronome chinois, largement considéré comme le fondateur de l'astronomie chinoise moderne. Il est crédité par le Centre des planètes mineures de la découverte de l'astéroïde (3789) Zhongguo.

## Honneur
Le cratère lunaire Zhang Yuzhe et l'astéroïde (2051) Chang sont nommés en son honneur.